# آکاسیای اناستما
آکاسیا اناستما (نام علمی: Acacia anastema) نام یک گونه از سرده آکاسیا است.